# 鳳来町
鳳来町（ほうらいちょう）は、かつて愛知県南設楽郡に属していた町である。
1956年（昭和31年）に町村合併により成立。2005年（平成17年）10月1日に新城市（旧）・南設楽郡作手村と合併し、新たに発足した新城市の一部となった。

## 歴史
- 1956年（昭和31年）
  - 4月1日 - 南設楽郡長篠村・鳳来寺村と八名郡大野町・七郷村の1町3村が合併し、鳳来町が成立[1]。
  - 7月1日 - 北設楽郡三輪村のうち大字川合・大字長岡の一部（池場地区）を編入[1]。
  - 9月30日 - 南設楽郡海老町・八名郡山吉田村を編入。これに伴い、八名郡は消滅。新城町（後の新城市）との間で境界変更が実施され、横山（旧長篠村）のうち字北山を除く地域と布里（旧鳳来寺村）字七久保が新城町に編入される一方、新城町乗本（旧舟着村）が鳳来町に編入された[1]。
- 1957年（昭和32年）2月15日 - 町章を制定。
- 1977年（昭和52年）7月30日 - 町の花・木を制定。
- 1985年（昭和60年）11月3日 - 町民憲章を制定。
- 2005年（平成17年）10月1日 - （旧）新城市・南設楽郡作手村と合併、（新）新城市が成立。

## 行政
- 町長: 穂積亮次（合併後には新城市長選挙に当選）

### 町民憲章

旧鳳来町役場玄関。右手に町民憲章の碑が建つ

### 行政機構
- 町長
  - 助役
    - 総務課
    - 税務課
    - 住民福祉課
    - 産業観光課
    - 建設課
    - 水道環境課

  - 収入役
    - 会計課
- 教育委員会
  - 教育長
    - 事務局
    - 鳳来寺山自然科学博物館
- 町議会議長
  - 議会事務局

## 行政地名

門谷の集落。奥に県立鳳来寺高等学校が見える。

鳳来町には計34の大字が設定されていた。1889年（明治22年）の町村制施行の直前に存在した村を継承するものが多いが、例外もある。
1956年（昭和31年）4月の鳳来町発足時点では大字は22。南設楽郡長篠村から継承した長篠（ながしの）・横川（よこがわ）・富保（とみやす）・富栄（とみさか）・豊岡（とよおか）の5大字、鳳来寺村から継承した門谷（かどや）・玖老勢（くろぜ）・副川（ふくがわ）・布里（ふり）・只持（ただもち）・一色（いっしき）・塩瀬（しおぜ）・愛郷（あいごう）の8大字、八名郡七郷村から継承した井代（いしろ）・能登瀬（のとせ）・名越（なこえ）・名号（みょうごう）・睦平（むつだいら）・細川（ほそかわ）・巣山（すやま）および一色を改称した七郷一色（ななさといっしき）の8大字と、旧大野町域に設定された大野（おおの）が該当する。
1956年7月、北設楽郡三輪村の一部を編入する。この際、同村から継承した川合（かわい）と、同村長岡から分割した池場（いけば）の2大字が追加された。
1956年9月の編入合併と境界変更では新たに10大字が追加され、全34大字がそろう。南設楽郡海老町からは海老（えび）・中島（なかじま）・連合（れんごう）・四谷（よつや）・副川の5大字、新城町からは乗本（のりもと）の1大字、八名郡山吉田村からは下吉田（しもよしだ）・上吉田（かみよしだ）・黄柳野（つげの）・竹ノ輪（たけのわ）の4大字を継承した。このうち旧海老町の副川（「海老副川」と通称される地域）は旧鳳来寺村の副川と同名ではあるが、編入合併にあたって名称変更はない。また、境界変更で横川の大部分が新城町に編入されたため、鳳来町側に残った横川はほぼ山林が占める人口0の地域となった。
いずれも2005年（平成17年）の合併により、そのまま新城市の大字に変更されている。なお、旧鳳来町長だった穂積現新城市長の公約に、旧鳳来町域で「鳳来」の名称復活賛否の住民意識調査を行い、賛成が半数を超えた大字より旧作手村域にならって新城市鳳来ｘｘの呼称とする計画があったが、2020年現在、実現させた大字はない。ちなみに小字レベルでは、大字門谷に鳳来寺の小字がある。

## 姉妹都市・提携都市

### 国内
- 愛知県東浦町 - 1986年姉妹都市提携

## 教育
町立小中学校は、新城市との合併に伴い市立学校となった（七郷一色小学校は合併前に廃校）。

### 高等学校
- 愛知県立鳳来寺高等学校（2011年閉校）
- 黄柳野高等学校

### 中学校
- 鳳来町立鳳来中学校

### 小学校
- 鳳来町立鳳来中部小学校
- 鳳来町立鳳来寺小学校
- 鳳来町立鳳来西小学校（2016年3月廃校）
- 鳳来町立鳳来東小学校
- 鳳来町立海老小学校（2016年3月廃校）
- 鳳来町立連谷小学校（2016年3月廃校）
- 鳳来町立山吉田小学校（2013年3月廃校）
- 鳳来町立黄柳野小学校（2013年3月廃校）
- 鳳来町立東陽小学校
- 鳳来町立七郷一色小学校（2002年3月廃校）

## 交通

### 鉄道
町内の鉄道路線には東海旅客鉄道（JR東海）飯田線がある。町内の南西から北東にかけて横断し、長篠に長篠城駅・本長篠駅、富栄に三河大野駅、豊岡に湯谷温泉駅・三河槙原駅・柿平駅、川合に三河川合駅、池場に池場駅、計8駅が設置されていた。
これに加えて本長篠駅からは、1968年（昭和43年）まで豊橋鉄道田口線が町内を北上して設楽町方面へ通じていた。起点の本長篠に加え、富保に三河大草駅、門谷に鳳来寺駅、玖老勢に玖老勢駅、副川に三河大石駅、海老に三河海老駅・滝上駅の計7駅を町内に設置していた。

### 道路
鳳来町内には、一般国道2本、主要地方道3本、一般県道13本（合併直前時点では14本）が通っていた。

#### 一般国道
- 国道151号 - JR飯田線と並行して町内を横断する。東栄町三輪から池場・川合・名号・名越・能登瀬・井代・大野・富栄・長篠を経て新城市有海へ至る。
- 国道257号 - 町内の南東から北にかけて縦貫する。引佐町田沢（現・浜松市浜名区引佐町田沢）から下吉田・乗本・長篠・（新城市横川・出沢）・布里・只持・愛郷を経て設楽町田峯へ至る。長篠地内に国道151号との重複区間がある。

#### 主要地方道
- 愛知県道32号鳳来東栄線 - 町内中央部を縦貫する。国道151号との交差点（長篠）を起点に、富保・門谷・玖老勢・副川・海老・連合・四谷を経て、仏坂トンネルを抜けて設楽町神田へと至る。
- 愛知県道69号豊橋鳳来線 - 新城市市川から乗本に入り、国道257号との交差点（乗本）を終点とする。
- 愛知県道81号豊橋新城鳳来線 - 新城市中宇利から福津峠を越え黄柳野・上吉田を経て国道257号との交差点（下吉田）を終点とする。

#### 一般県道
- 愛知県道389号鳳来設楽線 - 国道151号との交差点（富栄）を起点に、富保で県道32号に合流。海老までは重複区間で、連合から稲目トンネルを抜けて設楽町田峯で国道257号に接続する。
- 愛知県道392号新城引佐線 - 新城市吉川から吉川峠を越え、竹ノ輪・黄柳野を経、陣座峠を越えて引佐町狩宿（現・浜松市浜名区引佐町狩宿）に至る。途中黄柳野に県道81号との重複区間がある。
- 愛知県道424号振草三河川合停車場線 - 設楽町川合から川合へと入り、三河川合駅前へ至る。
- 愛知県道434号愛知県民の森線 - 愛知県民の森（門谷）から豊岡の一部を通過し国道151号との交差点（名越）へ至る。
- 愛知県道435号保永海老線 - 作手村大和田（現・新城市作手大和田）から塩瀬・愛郷・中島・副川と横断し終点（海老）で県道32号に接続する。途中の愛郷地内に国道257号との重複区間がある。
- 愛知県道436号清岳玖老勢線 - 作手村木和田（現・新城市作手木和田）から愛郷・塩瀬・一色・布里を経て布里で国道257号に合流。玖老勢までは重複区間で、国道から分岐した先の県道32号との交差点（玖老勢）が終点。途中愛郷に県道435号との重複区間がある。
- 愛知県道438号布里新城線 - 布里で県道436号から分岐する路線だが、未完成で塩瀬地内で途切れている。
- 愛知県道439号能登瀬新城線 - 国道151号との交差点（能登瀬）が起点で、豊岡を経て井代で国道151号に合流する。ここから大野までは重複区間で、大野から乗本へと進み新城市有海へと至る。乗本に県道69号との重複区間がある。
- 愛知県道441号鳳来寺山公園線 - 全線門谷地内。県道32号に接続する、鳳来寺の表参道である。
- 愛知県道442号鳳来佐久間線 - 県道439号・505号との交差点（大野地内）が起点。下吉田（阿寺地区）・巣山・七郷一色を経て佐久間町浦川（現・浜松市天竜区佐久間町浦川）へ至る。
- 愛知県道445号鳳来三ヶ日線 - 黄柳野を起点に新城市中宇利へ向かうが、鳳来町内では県道81号と重複する。
- 愛知県道505号渋川鳳来線 - 引佐町渋川（現・浜松市浜名区引佐町渋川）から七郷一色・巣山・細川・睦平を経て、県道439号・442号との交差点（大野）を終点とする。途中七郷一色から巣山にかけて県道442号との重複区間がある。
- 愛知県道519号七郷一色名号線 - 七郷一色で県道442号から分岐し、名号で国道151号に合流する。

#### 町道
新城市と合併した現在でも鳳来町時代の町道標識が残存している。デザインは町の鳥コノハズクをイメージし、標識の形は楕円形。始点と終点にそれぞれ設置されている。補助標識に路線名と地名が書かれている。以下は町道の例。
- 1級町道15 稲目清崎線

#### 有料道路
- 鳳来寺山パークウェイ - 鳳来寺山を登る有料道路。県道439号との交差点（豊岡）が起点、県道389号との交差点（門谷）が終点。新城市への合併直前の2005年7月に愛知県道524号門谷豊岡線として無料化。

### バス
- 遠鉄バス - 鳳来寺線（鳳来町営バスへ移管）
- 豊橋鉄道（当時） - いくつかの路線
- 鳳来町営バス - 多数路線（本長篠吉田線は、遠州鉄道より移管）

## 娯楽
- 海老劇場 - 劇場・映画館[4]。
- 春日座 - 劇場・映画館[4]。

## 名所・旧跡・観光スポット

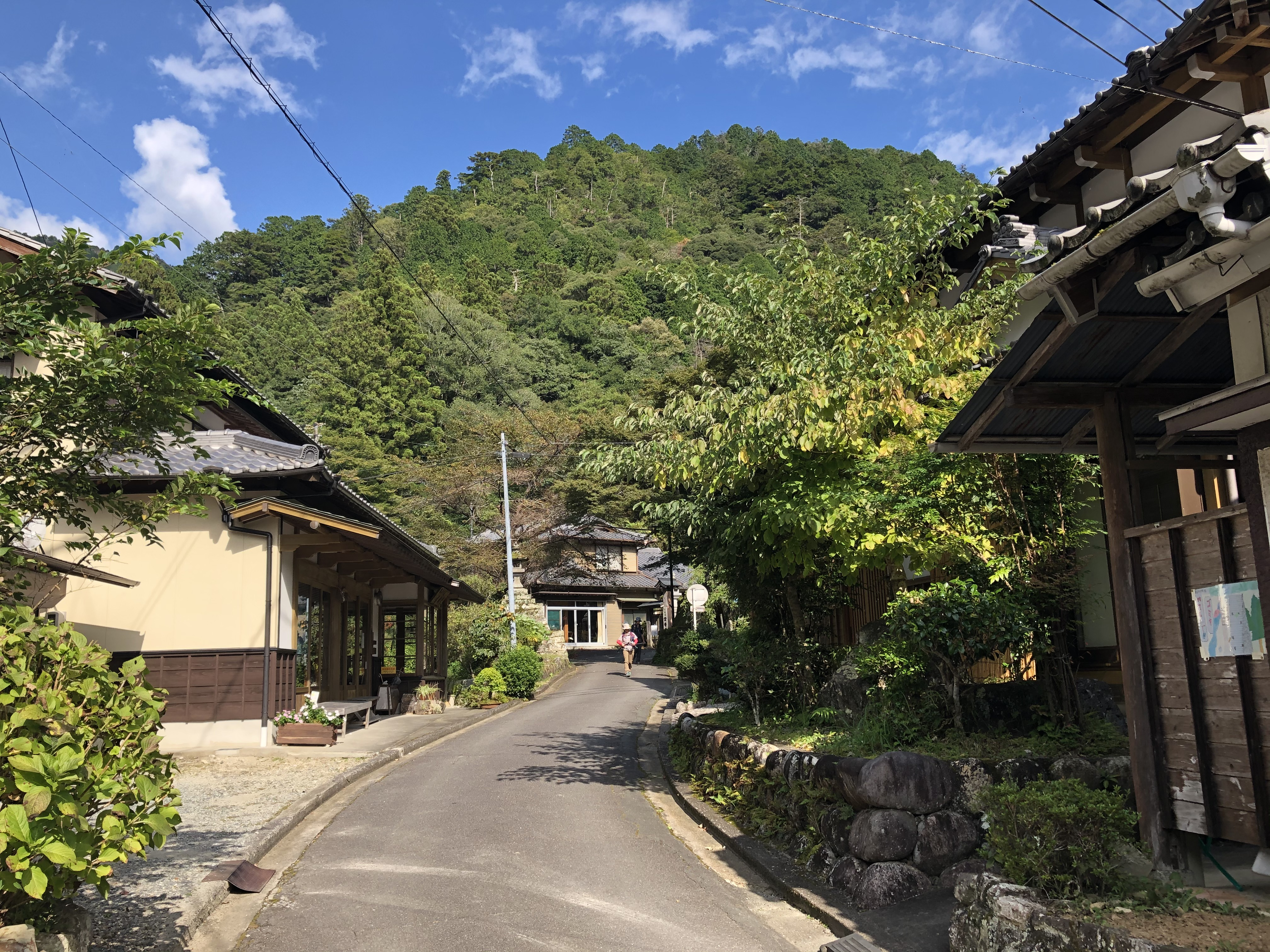
鳳来寺山

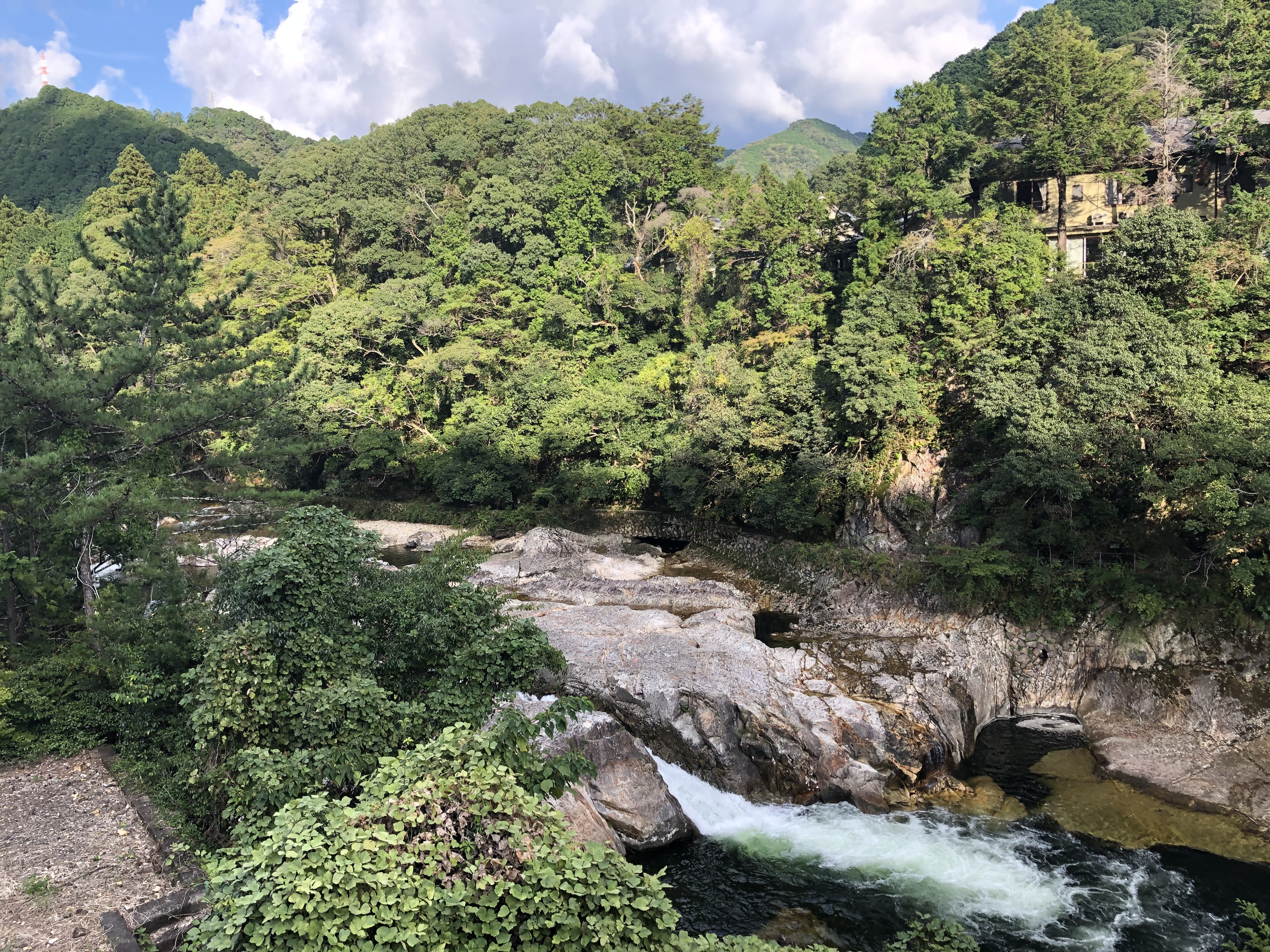
鳳来峡

- 鳳来寺山
- 湯谷温泉
- 長篠城跡
- 阿寺の七滝（日本の滝百選）
- 愛知県民の森
- 乳岩峡
- 馬背岩